# (5191) Paddack
(5191) Paddack es un asteroide perteneciente a la familia de Eos en el cinturón de asteroides, descubierto el 13 de noviembre de 1990 por Seiji Ueda y el astrónomo Hiroshi Kaneda desde el Kushiro Marsh Observatory, Hokkaido, Japón.

## Designación y nombre
Designado provisionalmente como 1990 VO3. Fue nombrado Paddack en honor a Stephen J. Paddack, ingeniero aeronáutico que participó en bastantes misiones espaciales, incluyendo COBE, ICE y ISEE-1, ISEE-2 y ISEE-3 (International Cometary Explorer). Sus investigaciones sobre los efectos de la presión de radiación contribuyeron significativamente a la comprensión del efecto Yarkovsky-O'Keefe-Radzievskii-Paddack (YORP).

## Características orbitales
Paddack está situado a una distancia media del Sol de 3,008 ua, pudiendo alejarse hasta 3,349 ua y acercarse hasta 2,667 ua. Su excentricidad es 0,113 y la inclinación orbital 9,037 grados. Emplea 1906,16 días en completar una órbita alrededor del Sol.
El próximo acercamiento a la órbita terrestre se producirá el 19 de abril de 2184.

## Características físicas
La magnitud absoluta de Paddack es 12. Tiene 14 km de diámetro y su albedo se estima en 0,134.